# Rautas

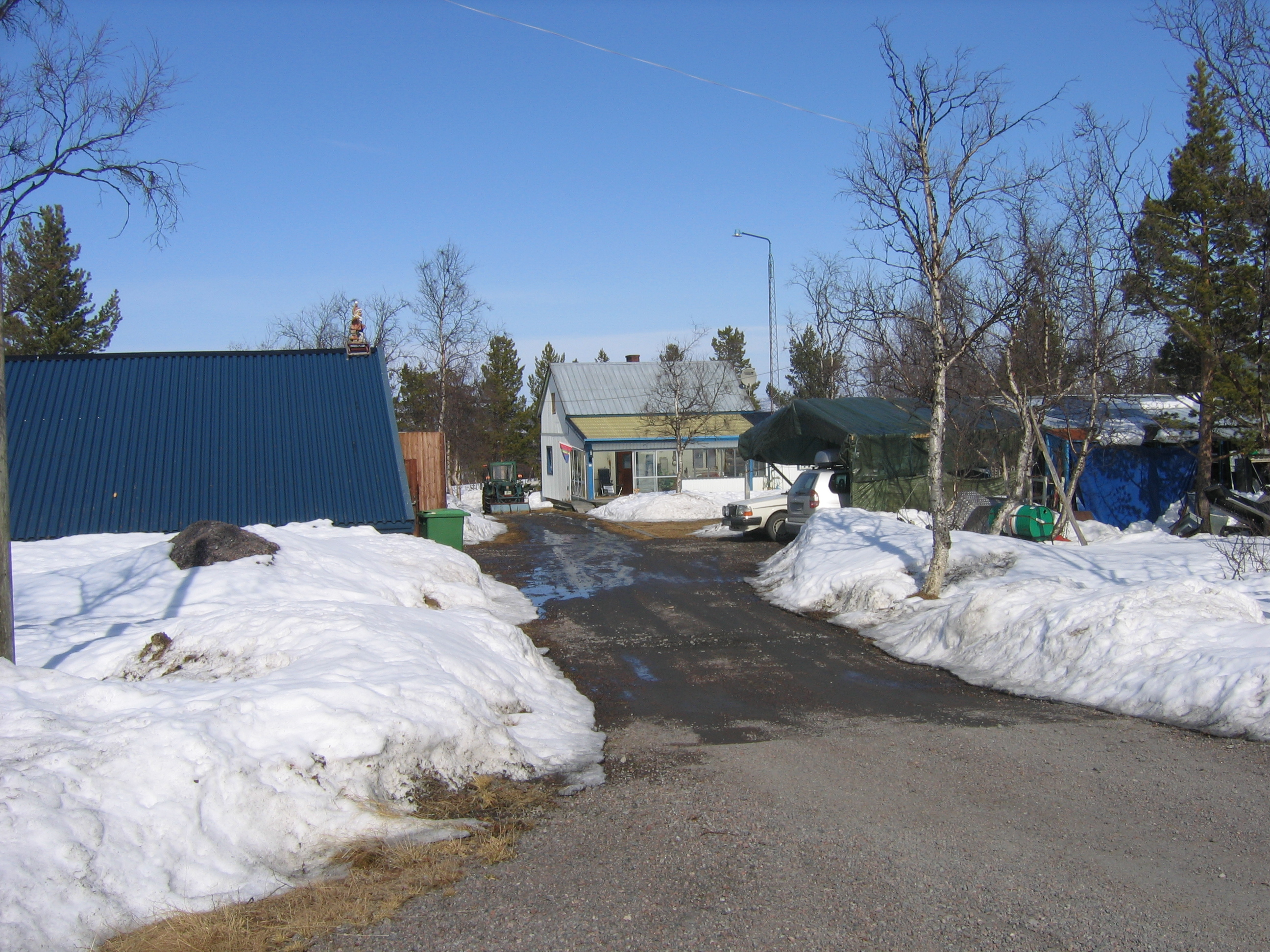
Rautas in de lente

Rautas is een dorp binnen de gemeente Kiruna.Rondom het station wonen in de omgeving zo'n 30 (2006) mensen. In de omgeving ligt het Rautas Natuurreservaat van 67000 hectare. Rautas is gelegen op het Rautaseiland in de Rautasrivier.
Het de plek waar de Rautasrivier de Europese weg 10 kruist. Rautas is tevens een op/uitstaphalte op de Ertsspoorlijn, men moet wel duidelijk op het perronnetje dan wel bij de conducteur aangeven, dat men met de trein mee wil/ uit de trein wil. Bij Rautas kunnen desgewenst de treinen langs elkaar heen rijden, het is een van de weinige plekken waar er sprake is van dubbelspoor.

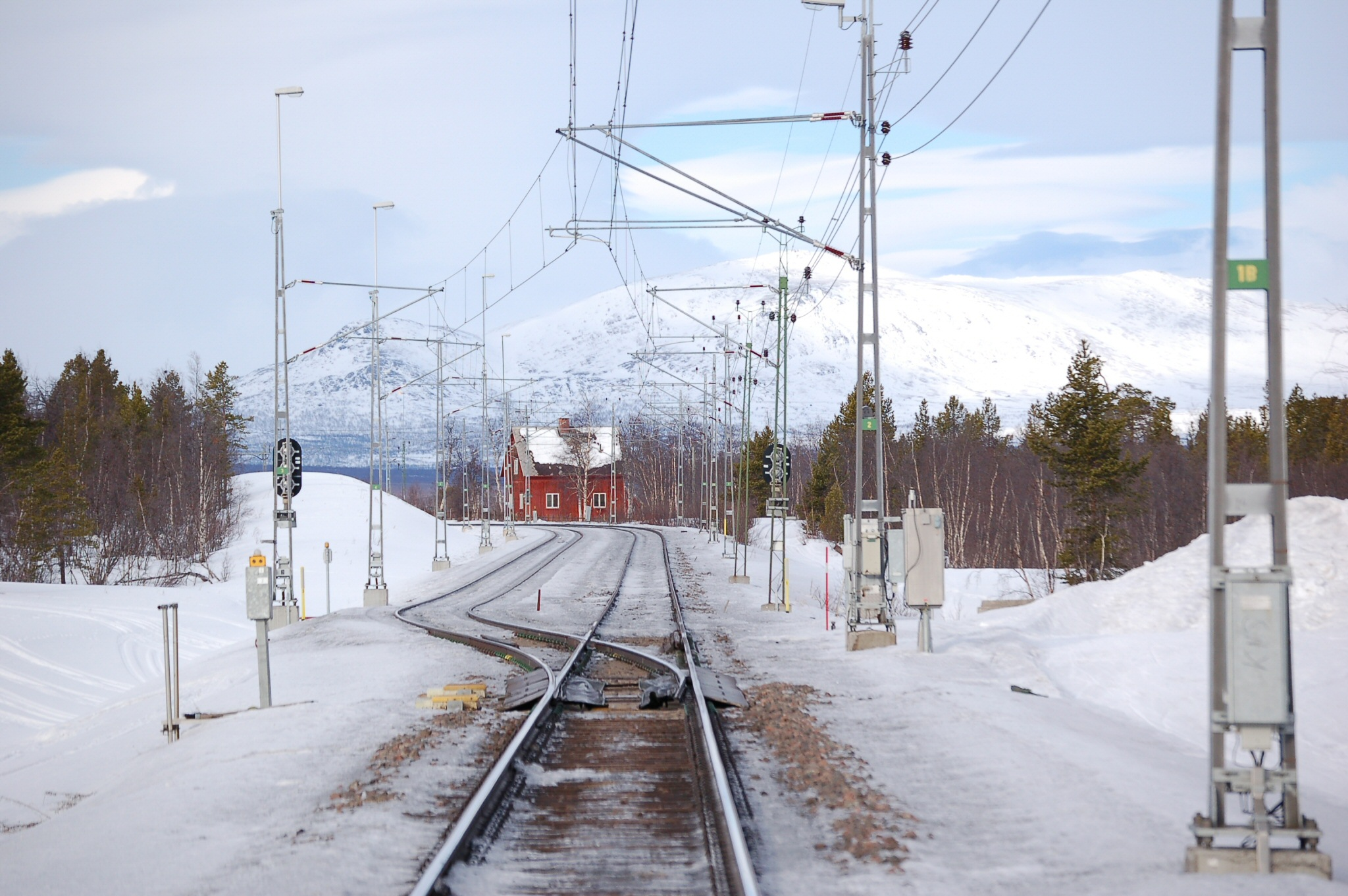
het station

Bestuurscentrum: Kiruna (Tätort)
Tätort: Jukkasjärvi · Karesuando · Kuttainen · Övre Soppero · Svappavaara · Vittangi
Småort: Abisko · Idivuoma · Kauppinen · Kurravaara · Lannavaara · Laxforsen · Masugnsbyn · Mertajärvi · Närvä · Paksuniemi · Piksinranta · Saivomuotka
Overig: Alalahti · Alttajärvi · Årosjåkk · Björkliden · Holmajärvi · Jänkänalusta · Kaalasjärvi · Kalixfors · Kattuvuoma · Käyrävuopio · Krokvik · Kuoksu · Lainio · Laukkusluspa · Luongaslompolo · Maunu · Merasjärvi · Nedre Soppero · Nurmasuanto · Paittasjärvi · Parakka · Piilijärvi · Pirttivuopio · Poikkijärvi · Puoltsa · Rautas · Rensjön · Salmi · Silkkimuotka · Stenbacken · Suijajärvi · Torneträsk · Tuolluvaara · Vassijaure · Viikusjärvi · Vittangi · Vivungi